# Castillo de Montmajor
El castillo de Montmajor (o la torre de los moros de Montmajor) es un castillo que está situado en lo alto del cerro de Can Sabata, sobre el pueblo de Montmajor en la comarca del Bergadá, concretamente entre las casas de Can Sabata de Arriba y Can Barri, cuyos dueños son los propietarios. El castillo de Montmajor ha sido declarado Bien Cultural de Interés Nacional y está inventariado en la lista de monumentos de Montmajor del Departamento de Cultura de la Generalidad de Cataluña. En el edificio del castillo de Montmajor había habido la antigua iglesia de Sant Sadurní del castillo de Montmajor, que también tiene ficha en el mapa de patrimonio cultural hecho por la Diputación Provincial de Barcelona. El castillo de Montmajor está en mal estado de conservación.

## Descripción
Del castillo de Montmajor se conserva la mitad de la pared situada en el levante de una torre de planta circular que mide 5.3 metros de diámetro, que tiene un espesor de 1.7 m y una altura actual de 8 m. El hecho de estar situado en lo alto de una colina y que hace que tenga una vista de todos los entornos, confirma que su función era la de una torre de vigilancia. Su construcción fue hecha con sillares bien cortados situados en filas unidas con mortero de cal y está relleno por piedras irregulares. La puerta estaba a 4 m de altura en el muro del sudeste, pero únicamente se conserva el montante de levante. En el interior de la torre, en la base de la puerta, sobresalen unas losas hacia el espacio central que podrían indicar que hubiera habido el inicio de una falsa cúpula. Además, en la torre del castillo también se pueden ver los restos de un muro penetrante.
Durante una prospección arqueológica realizada en 1997 se encontraron fragmentos de cerámica sobre todo gris.

## Historia
El primer documento que habla del castillo de Montmajor fecha del 983 . En este se narra como el conde Oliva Cabreta permitió que Ató y su mujer donaran al Monasterio de Santa María de Serrateix el alodio que tenían en la falda del castillo —ipso Puiol, que eres subtus castro de Monte Maio—.
En 1170 Guillem de Portella y su esposa Marquesa encomendaron el castillo a Berenguer de Currizà (Correà) a cambio de que ayudaran con hombres las expediciones dirigidas por su señor. Hasta finales del siglo  xii, cuando el castillo pasó a manos del Condado de Berga, era un feudo de los Correà. El año 1183 el vizconde de Berga, Guillem de Bergadá, dejó el castillo de Montmajor junto con otros castillos a su hijo, el trovador Guilhem de Berguedan quien, en 1187 lo cedió a su hermano Berenguer. Con la extinción del vizcondado de Bergadá en 1199, el castillo de Montmajor pasó a manos reales. El rey lo cedió a Cardona, y que en 1243 Ramón Folc de Cardona lo regaló a su hermana Geralda, abadesa del monasterio de Santa María de Valldaura. En 1260 Pere de Berga lo cedió junto con el castillo de Querol, a Bernat de la Portella a cambio de fidelidad.
A principios del siglo XIV la condesa Sibila de Pallars, nieta de Pedro de Berga, cambió los castillos de Querol y Montmajor al rey Jaime II de Aragón. Durante el siglo XV la familia Ferrer de Castellet tenían el castillo de Montmajor hasta que en 1445 pasó a manos del caballero Alamany de Tord, señor del castillo de San Juan de Montdarn. A pesar de que en los fogajes posteriores no se menciona el castillo, en el de 1553 se hace referencia a Andreu Barrio alias «Castella,» ya sea porque vivía al lado del antiguo castillo o porque era el castellano.
Durante el siglo XVII la población de Montmajor era de dominio real y se formó la Baronía de Montmajor que tenía parte del actual término municipal y de la Espunyola. El 1608 la baronesa era Joana Domenge. El 1663 Miquel de Tamarit dominaba las baronías de Montclar, Montmajor y de Espunyola en nombre del rey y en 1762 lo hacía Antoni de Tamarit.
El castillo de Montmajor tenía una situación muy estratégica, ya que dominaba el camino de Cardona a Berga y estaba en un territorio en el que el monasterio de Santa María de Serrateix tenía muchas propiedades. Se cree que su estado deteriorado se debe a que muchas de sus piedras se habrían podido utilizar para construir las casas vecinas.

## Antigua iglesia de Sant Sadurní del Castillo de Montmajor
La antigua iglesia de Sant Sadurní del Castillo de Montmajor, que está situada dentro del recinto del Castillo de Montmajor, ha sido datada del año 1050 y es de estilo románico-medieval y está en un estado de conservación malo.